# Kesmai
Kesmai，是游戏开发商和发行商，在1981年由凯尔顿弗林和约翰·泰勒成立。该公司最出名的游戏是在1987年推出战斗飞行模拟游戏空中勇士，该工作室还开发了一个基于ASCII的MUD，《Island of Kesmai》，该游戏在CompuServe上运行。
1994年，该公司被默多克鲁伯特的新闻公司收购。该公司不断开发大型多人在线游戏，如《空中勇士2》和《Legends of Kesmai》。该公司将游戏通过AOL发布，并与其他三个发行商游戏服务形成一个游戏服务平台GameStorm。
AOL在1997年收购CompuServe公司并重组了AOL Games Channel，由于该重组对Kesmai不利于Kesmai的游戏部门WordPlay，Kesmai以垄断为由起诉AOL。该诉讼达成庭外和解但是和解条款未公开。
1999年，该公司被卖给美国艺电，该公司的工作室在2001年关闭。而Kesmai的员工则去了Lodestone Games。
弗林称该公司的名字是由游戏中的随机名称生成器产生。